# Нацистичка Њемачка
Нацистичка Њемачка (екав. Нацистичка Немачка), званично Њемачки Рајх (екав. Немачки Рајх, њем. Deutsches Reich) од 1933. до 1943. и Велики Њемачки Рајх (екав. Велики Немачки Рајх, њем. Großdeutsches Reich) од 1943. до 1945, позната и као Трећи рајх (њем. Drittes Reich), била је држава која је постојала између 1933. и 1945. године када су Адолф Хитлер и владајућа Националсоцијалистичка партија управљали Њемачком, завевши диктатуру. Под Хитлеровом влашћу, Њемачка је била тоталитарна држава у којој је влада контролисала готове све видове живота. Трећи рајх је израз који су сковали нацисти и којим су хтели представити Нацистичку Њемачку као насљедницу Светог римског царства (Први рајх; 800—1806) и Њемачког царства (Други рајх; 1871—1918). Нацистичка Њемачка, коју су Хитлер и нацисти називали Хиљадугодишњим рајхом (њем. Tausendjähriges Reich), пала је у мају 1945. након дванаест година постојања, када су Савезници поразили Њемачку, чиме је уједно окончан Други свјетски рат у Европи.
Нацистичка партија је постала највећа странка у парламенту након њемачких федералних избора у јулу 1932, али није имала већину. Хитлер је одбио да учествује у коалиционој влади осим ако није био њен вођа. Уставом Вајмарске републике, у тим околностима, канцелара Њемачке (шеф владе) могао је именовати предсједник (шеф државе) Паул фон Хинденбург, који је накнадно именовао Хитлера на тај положај 30. јануара 1933. по налогу десничарских политичара и индустријалаца.
На почетку Хитлеровог мандата на дужности канцелара, зграда Рајхстага је запаљена, на шта је његов кабинет одговорио доношењем Декрета о пожару у Рајхстагу. Акт о ванредним овлашћењима је усвојен 23. марта 1933. којим је Хитлеров кабинет добио моћ да доноси и спроводи законе без учешћа Рајхстага или предсједника. Нацистичка партија је тада почела да елиминише сву политичку опозицију и консолидује своју моћ. Хинденбург је преминуо 2. августа 1934, а Хитлер је постао диктатор Њемачке спајањем дужности и овлашћења канцелара и предсједника. Референдум одржан 19. августа 1934. потврдио је Хитлера као јединог фирера (вођу) Њемачке. Сва власт била је централизована у Хитлеровој личности и његова ријеч је постала највиши закон. Влада није била координисано тијело које сарађује, већ скуп фракција које се боре за власт и Хитлерову наклоност. Усред Велике кризе, нацисти су обновили економску стабилност и окончали масовну незапосленост користећи велику војну потрошњу и мјешовиту економију. Финансиран дефицитом потрошње, режим је предузео опсежне пројекте јавних радова, укључујући Аутобанен (аутопутеви), као и обимни тајни програм поновног наоружавања, образујући Вермахт (оружане снаге). Повратак економске стабилности повећао је популарност режима.
Расизам, еугеника, нарочито антисемитизам, биле су средишње идеолошке одлике режима. Нацисти су германске народе сматрали вишом расом и најчистијом граном аријске расе. Дискриминација и прогони Јевреја и Рома почеле су након ступања на власт. Први концентрациони логор је основан у марту 1933. године. Јевреји, либерали, социјалисти, комунисти и други политички противници и непожељни су затварани, протјерани или убијани. Хришћанске цркве и грађани који су се противили Хитлеровој власти били су угњетавани, а многе вође су затваране. Образовање је било усмјерено на расну биологију, популациону политику и способност за војну службу. Каријерне и образовне могућности за жене биле су смањене. Рекреација и туризам организовани су кроз програм Снага кроз радост, а Љетне олимпијске игре 1936. представиле су Њемачку на међународној сцени. Министар пропаганде Јозеф Гебелс ефикасно је користио филм, масовне скупове и Хитлерово хипнотичко говорништво да би утицао на јавно мњење. Власт је контролисала умјетничко изражавање, промовишући одређене умјетничке форме и забрањујући или обесхрабрујући друге.
Од друге половине тридесетих година, Нацистичка Њемачка је постављала све агресивније територијалне захтјеве, пријетећи ратом уколико се они не испуне. Сар је плебисцитом изгласао да се поново придружи Њемачкој 1935, а Хитлер је 1936. послао трупе у Рајнску област, која је била демилитаризована послије Првог свјетског рата. Њемачка је заузела Аустрију 1938, а исте године је захтијевала и добила чехословачку област Судети. У марту 1939. проглашена је Словачка Република која је постала клијентска држава Њемачке, а на остатку окупираних чешких земаља успостављен је њемачки Протекторат Чешка и Моравска. Недуго послије, Њемачка је извршила притисак на Литванију да уступи Територију Мемел. Њемачка је потписала споразум о ненападању са Совјетским Савезом и извршио инвазију на Пољску 1. септембра 1939, чиме је избио Други свјетски рат у Европи. До краја 1942. Њемачка и њени европски савезници контролисали су већи дио Европе и сјеверне Африке. Рајхскомисаријати су преузели контролу над освојеним подручјима, а у ономе што је преостало од Пољске успостављена је њемачка управа. Њемачка је експлоатисала сировине и радну снагу са окупираних подручја и од својих савезника.
Геноцид, масовна убиства и принудни рад великих размјера постали су обиљежја режима. С почетком од 1939, стотине хиљада њемачких грађана са менталним и физичким инвалидитетом је убијено или у болницама или азилима. Ајнзацгрупе, паравојни одреди смрти, пратили су њемачке оружане снаге на окупираним територијама и спроводили геноцид над милионима Јевреја, Словена и других жртава. Послије 1941. милиони осталих су притварани, израбљивани до смрти или убијани у нацистичким концентрационим логорима и логорима смрти.
Док је њемачка инвазија на Совјетски Савез 1941. у почетку била успјешна, совјетско оживљавање и улазак Сједињених Држава у рат значили су да је Вермахт изгубио иницијативу на Источном фронту 1943. и да је крајем 1944. одбачен на положаје од прије 1939. године. Обимна ваздушна бомбардовања Њемачке ескалирала су 1944. и силе Осовине су враћене у источну и јужне Европу. Након савезничке инвазије на Француску, Њемачку су са истока освојили Совјети, а са запада остале Савезници и капитулирала је 8. маја 1945. године. Хитлерово одбијање да призна пораз довело је до масовног уништавања њемачке инфраструктуре и додатних жртава рата у посљедњим мјесецима рата. Савезничка војна побједа покренула је политику денацификације, а против неких преживелих нацистичких вођа покренуто је суђење за ратне злочине у Нирнбергу.

## Назив
Званичан назив државе је био Њемачки Рајх (њем. Deutsches Reich) од 1933. до 1943. године и Велики Њемачки Рајх (њем. Großdeutsches Reich) од 1943. до 1945. године.
Уобичајени називи државе су „Нацистичка Њемачка” и „Трећи рајх”, а Хитлер и нацисти су такође користили и назив „Хиљадугодишњи рајх”. Назив Трећи рајх (њем. Drittes Reich) усвојен је из нацистичке пропаганде, а први пут је употријебљен 1922. као наслов књиге конзервативног писца Артура Мелера ван ден Брука. Књига рачуна Свето римско царство (962—1806) као први Рајх, а Њемачко царство (1871—1918) као други.

## Позадина
Њемачка је била познат као Вајмарска република у раздобљу од 1919. до 1933. године. Била је то парламентарна демократија са полупредсједничким системом. Вајмарска република се суочила са бројним проблемима, укључујући хиперинфлацију, политички екстремизам (укључујући насиље љевичарских и десничарских паравојних формација), спорне односе са побједничким Савезницима из Првог свјетског рата и низ неуспјешних покушаја коалиционих влада подијељених политичких странака. Озбиљни преокрети за њемачку привреду почели су након завршетка рата, дијелом због плаћања ратне одштете под одредбама Версајског споразума из 1919. године. Влада је штампала новац како би исплатила одштету и државни ратни дуг, због чега је избила хиперинфлација која је довела до надуваних цијена робе широке потрошње, привредног хаоса и немира због хране. Како влада у јануару 1923. каснила са исплатом одштете, француска војска је окупирала њемачке индустријске области у Руру и због тога су избили велики грађански немири.
Националсоцијалистичка њемачка радничка партија је основана 1920. године. Она је преименовани насљедник Њемачке радничке партије основане годину дана раније, једне од неколико крајње десничарских политичких странака које су дјеловале у то вријеме у Њемачкој. Програм Нацистичке партије је укључивао уклањање Вајмарске републике, одбацивање одредаба Версајског мира, радикални антисемитизам и антибољшевизам. Обећавао је снажну средишњу владу, проширени лебенсраум (животни простор) за германске народе, образовање националне заједнице засноване на раси и расно чишћење активним прогоном Јевреја, којима ће бити одузето држављанство и грађанска права. Нацисти су предлагали национални и културни препород на основу покрета Фолкиш. Партија, нарочито њено паравојно крило Штурмабтајлунг (СА; јуришни одред, смеђекошуљаши), користила је физичко насиље како би унаприједила и ојачала свој политички положај, нарушавајући састанке супарничких организација и нападајући њихове чланове, као и Јевреје, на улици. Такве крајње десничарске оружане скупине биле су уобичајене у Баварској и толерисала их је крајње десничарска државна влада Густава фон Кара.
Када је у Сједињеним Државама дошло до берзанског краха 24. октобра 1929, утицај на Њемачку је био кобан. Отпуштени су милиони радника, а неколико великих банака је пропало. Хитлер и нацисти су се припремили да искористе ванредно стање за раст подршке партији. Обећали су јачање привреде и отварање радних мјеста. Многи гласачи су вјеровали да је Нацистичка партија способна да успостави ред, угуши грађанске немире и побољша међународни углед Њемачке. Након федералних избора у новембру 1932, Нацистичка партија је била најјача странка у Рајхстагу, са 37,4% гласова или 230 посланичких мјеста.

## Историја

### Нацистичко освајање власти
Иако су нацисти имали највећи удио гласова на парламентарним изборима у јулу и у новембру 1932, ипак нису имали већину. Хитлер је одбио да учествује у коалиционој влади, осим ако он не буде на њеном челу. Под притиском политичара, индустријалаца и пословне заједнице, предсједник Паул фон Хинденбург је именовао Хитлера за канцелара Њемачке 30. јануара 1933. године. Овај догађај је познат као махтерграјфунг (стицање моћи).
У ноћи 27. фебруара 1933. у згради Рајхстага је подметнут пожар. Холандски комуниста Маринус ван дер Лубе је проглашен кривим за подметање пожара. Хитлер је тврдио да је пожар означавао почетак комунистичког устанка. Декрет о пожару у Рајхстагу, наметнут 28. фебруара 1933, ограничио је већину грађанских слобода, укључујући право окупљања и слободу штампе. Декрет је такође дозволио полицији да временски неограничено притвара људе без оптужнице или судског налога. Законодавство је пратила пропаганда кампања која је довела до подршке јавности овој мјери. СА је спроводио насилно сузбијање комуниста широм земље и 4000 чланова Комунистичке партије Њемачке је ухапшено.
Акт о ванредним овлашћењима 1933., који је представљао амандман на Вајмарски устав, усвојен је у Рајхстагу у марту 1933. са 444 гласова за и 94 против. Овај амандман је омогућио Хитлеру и његовом кабинету да доносе законе — чак и оне који крше устав — без сагласности предсједника или Рајхстага. Пошто је за усвајање закона била потребна двотрећинска већина, нацисти су користили тактику застрашивања, као и одредбе Декрета о пожару у Рајхстагу, да спријече неколико посланика Социјалдемократске партије да присуствују сједници, а Комунистичка партија је већ била забрањена. Акт о ванредним овлашћењима ће касније послужити као правни темељ за диктатуру коју ће нацисти успоставити.
Влада је 10. маја одузела цјелокупну имовину Социјалдемократске партије, а странка је забрањена 22. јуна. СА је 21. јуна извршила рацију у канцеларијама Њемачке националне народне партије — претходног коалиционог партнера — и странка је забрањена 29. јуна. Преостале велике политичке странке су имале исту судбину. Њемачка је 14. јула 1933. постала једнопартијска држава доношењем Закона против оснивања странака, којим се Нацистичка партија одређује као једина легална странка у Њемачкој. Оснивање нових политички странака је учињено нелегалним, а све остале политичке странке које још нису биле распуштене су забрањене. Избори у новембру 1933, 1936. и 1938. били су под нацистичком контролом, јер су на њима учествовали само нацисти и мали број независних политичара.

### Нацификација Њемачке
Хитлеров кабинет је користио одредбе Декрета о пожару у Рајхстагу и каснијег Акта о ванредним овлашћењима како би покренуо поступак Глајхсшалтунга (координације), којим су сви видови живота стављени под контролу партије. Поједине државе које нису контролисале изабране нацистичке владе или коалиције предвођене нацистима биле су присиљене да пристану на именовање Рајхскомесара како би се држава ускладила са политиком средишње владе. Ови комесари, касније замијењени Рајхсштатхалтерима, имали су овлашћења да распусте државна законодавства и да именују и смјењују мјесне самоуправе, званичнике и судије. На овај начин је Њемачка дефакто постала унитарна држава, док је све државне владе контролисала средишња влада на челу са Нацистичком партијом. Сва државна законодавства укинута су 30. јануара 1934. Законом о обнови Рајха, при чему је сав државни суверенитет пренијет на средишњу владу. Рајхсрат (савезни горњи дом) укинут је убрзо 14. фебруара 1934. Законом о укидању Рајхсрата.
Свим грађанским организацијама, укључујући удружења пољопривредника, добровољачке организације и спортске клубове, руководство је замијењено нацистичким симпатизерима или члановима партије; ове грађанске организације су се спојиле са Нацистичком партијом или су се суочиле са укидањем. Нацистичка влада је Први мај 1933. прогласила „Националним даном рада” и позвала је многе представнике синдиката на прославу у Берлину. Дан касније, јуришне снаге СА су уништиле канцеларије синдиката широм земље; сви синдикати су били присиљени на распуштање, а њихове вође су ухапшене. Закон о обнови стручне грађанске службе, усвојен у априлу, уклонио је са посла све учитеље, професоре, судије, магистрате и владине званичнике који су били Јевреји или оне чија је посвијећеност партији била сумњива. То је значило да су једине неполитичке институције коју није била под контролом Нацистичке партије биле цркве.
Нацистички режим је укинуо симболе Вајмарске републике, укључујући црно—црвено—златну тробојку и усвојио прилагођене симболе. Бивша царска црно—бијело—црвена тробојка је враћена као једна од двије званичне заставе Њемачке; друга застава је била застава Нацистичке партије са свастиком, која је 1935. постала једина државна застава. Нацистичка химна Заставу високо је постала друга државна химна.
Њемачка је и даље била у тешкој економској ситуацији, јер је шест милиона људи било незапослено, а трговински баланс дефицита је био застрашујући. Користећи дефицитарну потрошњу, предузети су пројекти јавних радова с почетком од 1934, стварајући 1,7 милиона нових радних мјеста само до краја те године. Просјечне зараде и по сату и по седмици су почеле да расту.

### Консолидовање моћи
Руководство СА је наставило да врши притисак како би стекло већу политичку и војну моћ. Као одговор на то, Хитлер је искористио Шуцштафел (СС) и Гестапо како би прочистио редове СА. Хитлерова мета је био начелник штаба СА Ернст Рем и остале вође СА које су — заједно са бројним Хитлеровим политичким противницима (као што су Грегор Штрасер и бивши канцелар Курт фон Шлејхер) — похапшене и стријељани. До 200 људи је убијено од 30. јуна до 2. јула 1934. у догађаји који је постао познат као Ноћ дугих ножева.
Хинденбург је преминуо 2. августа 1934. године. Претходног дана, кабинет је донио Закон о шефу државе Њемачког Рајха, који је значио да ће по Хинденбурговој смрти дужност предсједника бити укинута, а његове надлежности спојене са надлежностима Рајхсканцелара. Хитлер је на тај начин постао шеф државе и шеф владе. Званично је именован за фирера и рајхсканцелара (вођу и канцелара Рајха), иако је титула рајхсканцелара временом одбачена. Њемачка је сада била тоталитарна држава са Хитлером на челу. Као шеф државе, Хитлер је постао врховни заповједник оружаних снага. Нови закон је промијенио традиционалну заклетву војника, тако да су се они заклињали на вјерност Хитлеру лично, а не дужности врховног заповједник или државе. Спајање дужности предсједника са канцеларом је одобрено са 90% бирачког тијела на плебисциту 19. августа 1934. године.
Највећем дијелу Нијемаца је лакнуло што су сукоби и уличне борбе из вајмарске ере завршени. Становништво је било преплављено пропагандом коју је водио министар националног просвјећења и пропаганде Јозеф Гебелс, који је обећао мир и обиље за све у уједињеној земљи без марксиста и без ограничења Версајског споразума. Нацистичка партија је стекла и легитимисала власт својим почетним револуционарним дјелатностима, затим манипулацијом правним механизмима, употребом полицијских овлашћења и преузимањем контроле над државним и федерални институцијама. Први већи нацистички концентрациони логор, првобитно за политичке затворенике, отворен је у Дахауу 1933. На стотине логора различитих величина и намјена је основано до краја рата.
Почетком априла 1933, уведене су бројне мјере које дефинишу статус Јевреја и њихова права. Ове мјере су кулминирале усвајање Нирнбершких закона 1935, којим су им одузета основна права. Према усвојеним законима, нацисти су Јеврејима могли одузети цјелокупно богатство, било им је забрањено да се вјенчају са нејеврејима и било им је забрањено да раде већину послова на тржишту рада (као што су послови везани за право, медицину или образовање). На крају су нацисти прогласили Јевреје непожељним међу њемачким грађанима и друштвом.

### Ојачавање војске
У првом годинама режима, Њемачка је била без савезника, а војска је била драстично ослабљена одредбама Версајског споразума. Француска, Пољска, Италија и Совјетски Савез су имале своје разлоге за противљење Хитлеровом доласку на власт. Пољска је Француској предлагала да двије земље ступе у превентивни рат против Њемачке у марту 1933. године. Фашистичка Италија се противила њемачким претензијама на Аустрију и Балкан, које је дуче Бенито Мусолини сматрао дијелом италијанске сфере утицаја.
Почетком фебруара 1933, Хитлер је објавио да се мора предузети поновно наоружање, иако тајно у почетку, јер би то представљало кршење Версајског споразума. Хитлер је 17. маја 1933. одржао говор пред Рајхстагом у коме је истакао жељу за миром у свијету, док је у исто вријеме прихватио понуду америчког предсједника Френклина Д. Рузвелта за војно разоружавање, али под условом да и све друге европске државе учине исто. Како друге европске државе нису прихватиле ту понуду, Хитлер је у октобру повукао Њемачку са Свјетске конференције о разоружања и из Друштва народа, тврдећи како су одредбе разоружања неправедне уколико би се односиле само на Њемачку. На референдуму одржаном у новембру, 95% гласача је подржало њемачко повлачење.
Хитлер је 1934. својим војним вођама рекао како би рат на истоку требало да почне 1942. године. Сарска област, која је била стављена под надзор Друштва народа на 15 година по крају Првог свјетског рата, гласала је у јануару 1935. да поново постане дио Њемачке. У марта 1935. Хитлер је најавио стварање ваздухопловних снага и да ће Рајхсвер бити повећан на 550.000 припадника. Уједињено Краљевство се сложило да Њемачкој буде дозвољена изградња поморске флоте потписивањем Англо-њемачког поморског споразума 18. јуна 1935.
Када је италијанска инвазија Етиопије довело до благих протеста британске и француске владе, Хитлер је 7. марта 1936. искористио Француско-совјетски споразум о узајамној помоћи као изговор да нареди војсци да уведе 3000 војника у рајнску демилитаризовану зону, што је било у супротности са Версајским споразумом. Како је та територија била дио Њемачке, британска и француска влада нису сматрале да истрајавање на поштовању споразум није вриједно ризика од рата. На једнопартијским изборима одржаним 29. марта, Нацистичка партија је добила 98,9% подршке. Хитлер је 1936. потписао Антикоминтернски пакт са Јапаном и споразум о ненападању са Мусолинијем, што ће се ускоро називати „Осовина Рим—Берлин”.
Хитлер је послао војне залихе и помоћ националистичким снагама генерала Франциска Франка у Шпанском грађанском рату, који је избио у јулу 1936. године. Њемачка Легија Кондор у свом саставу је имала низ авиона и њихових посада, као и контингент тенкова. Авиони Легије су уништили Гернику 1937. године. Националистичке снаге су побиједиле 1939. и постали су неформални савезници Нацистичке Њемачке.

#### Аустрија и Чехословачка
У фебруару 1938. Хитлер је нагласио аустријском канцелару Курту Шушнигу потребу да Њемачка да обезбједи своје границе. Шушниг је заказао плебисцит о аустријској независности за 13. март, али је Хитлер 11. марта послао ултиматум Шушнигу са захтјевом да преда сву власт аустријској Нацистичкој партији или ће се суочити са инвазијом. Њемачке снаге су ушле у Аустрију сљедећег дана, а становништво их је дочекало са одушевљењем.
Чехословачка је била дом бројне њемачке мањине, која је живела углавном у Судетској области. Под притиском сепаратистичких група у оквиру Партије судетских Нијемаца, чехословачка влада је понудила привредне уступке у региону. Хитлер је одлучио да не укључи само Судетску област у Рајх, већ и цијелу Чехословачку. Нацисти су предузели пропагандну кампању у покушају да стекну подршку за инвазију. Највише војне вође нису подржале ратни план, јер Њемачка није била спремна за рат.
Криза је довела до ратних припрема Уједињеног Краљевства, Чехословачке и Француске (чехословачких савезника). У покушају да се избјегне рат, британски премијер Невил Чемберлен је уговорио низ састанака, чији је исход био Минхенски споразум, потписан 29. септембра 1938. године. Чехословачка влада је била приморана да прихвати њемачку анексију Судетске области. Чемберлен је дочекан са одушевљењем када је слетео у Лондону доневши, по његовим ријечима, „мир за наше вријеме.” Поред њемачке анексије, Пољска је 2. октобра заузела уски појас земље у близини Ћешина, док је као посљедица Минхенског споразума, Мађарска је захтијевала и добио 12.000 км² дуж своје сјеверне границе у Првој бечкој арбитражи 2. новембра. Послије споразума са предсједником Емилом Хахом, Хитлер је 15. марта 1939. заузео остатак чешког дијела земље и створио Протекторат Чешка и Моравска, дан након проглашења Словачке Републике у словачком дијелу. Мађарска је окупирала и анектирала недавног проглашену и непризнату Карпатску Украјину 15. марта и још један дио земље који је био споран са Словачком.
Аустријске и чешке девизне резерве су нацисти убрзо конфисковали, као и залихе сировина као што су метали и готови производи робе, као што су наоружање и авиони, који су испоручени у Њемачку. Индустријски конгломерат Рајхсверк Херман Геринг преузео контролу над производним погонима челика и угља у обје земље.

#### Пољска
У јануару 1934. Њемачка је са Пољском потписала споразум о ненападању, а који је ометао француску мрежу антинемачких савеза у источној Европи. У марту 1939. Хитлер је затражио повратак Слободног града Данцинга и Пољског коридора, појас копна којим је Источна Пруска била одвојена од остатка Њемачке. Британци су најавили да ће пружити помоћ Пољској, ако буде нападнута. Хитлер је, вјерујући да Британци не би заправо предузели акцију, наредио да би план инвазије требало да буде спреман до септембра 1939. године. Он је 23. маја је описао генералима свој општи план који је садржавао не само одузимање Пољског коридора, већ знатно ширење њемачке територије на исток на рачун Пољске. Очекивао је да ће овог пута његов план бити испуњен силом.
Нијемци су поново потврдили свој савез са Италијом и потписали споразуме о ненападању са Данском, Естонијом и Летонијом. Трговинске везе су озваничене са Румунијом, Норвешком и Шведском. Хитлеров министар спољних послова Јоахим фон Рибентроп, организовао је преговоре са Совјетским Савезом о споразум о ненападању чији је исход споразум Рибентроп—Молотов потписан у августу 1939. године. Споразум је садржао тајни протокол о подјели Пољске и балтичких држава у њемачке и совјетске сфере утицаја.

### Други свјетски рат

#### Спољна политика
Њемачка ратна спољна политика укључивала је стварање савезничких влада под непосредном или посредном контролом из Берлина. Главни циљ је добијање војних снага од важнијих савезника, попут Италије и Мађарске, као и милиона радника и обилних залиха хране од подређених савезника као што су Вишијевска Француска. Мађарска је била четврта држава која се придружила Осовини, потписивањем Тројног пакта 27. септембра 1940. године. Бугарска је пакт потписала 17. новембра. Њемачки напори да обезбједе нафту укључивали су преговоре о снабдијевању од свог новог савезника, Румуније, која је потписала пакт 23. новембра, заједно са Словачком. До краја 1942, на Источном фронту било је 24 дивизије из Румуније, 10 из Италије и 10 из Мађарске. Њемачка је преузела пуну контролу над Француском 1942, Италијом 1943. и Мађарском 1944. године. Иако је Јапан био моћан савезник, однос је био далек и са мало координације или сарадње. Нпр, Њемачка је одбила да дијели своју формулу за добијање синтетичке нафте из угља скоро све до краја рата.

#### Почетак рата
Њемачка је напала Пољску и заузела Слободни град Данциг 1. септембра 1939, чиме је почео Други свјетски рат у Европи. Поштујући своје уговорне обавезе, Уједињено Краљевство и Француска су два дана касније објавиле рат Њемачкој. Пољска је пала брзо, јер су Совјети напали са истока 17. септембра. Рајнхард Хајдрих, тадашњи шеф Зихерхајтсполицаја и Зихерхајтсдинста, наредио је 21. септембра да пољски Јевреји окупе и концентришу у градовима са добрим жељезничким везама. У почетку је намера била да се депортације Јевреја усмјере даље на исток или евентуално на Мадагаскар. Коришћењем од раније припремљених спискова, око 65.000 припадника пољске интелигенције, племића, свештеника и учитеља је убијено до краја 1939. у покушају да се уништи идентитет Пољске као нације. Совјети су наставили да нападају, напредујући у Финској у Зимском рату, а њемачке снаге су укључене у акцију на мору. Није било скоро никаквих других дјелатности до маја, тако да је тај период постао познат као „Лажни рат”.
Од почетка рата, британска блокада пошиљки у Њемачку је имала утицај на привреду Рајха. Њемачка је посебно зависила од страних залиха нафте, угља и житарица. Захваљујући трговинском ембаргу и блокади, увозу у Њемачку је опао за 80%. Да би заштитио шведске испоруке руде гвожђа у Њемачку, Хитлер је наредио инвазију на Данску и Норвешку, која је изведена 9. априла 1940. године. Данска је пала за мање од једног дана, док је већи дио Норвешке пао до краја мјесеца. Почетком јуна, Њемачка је окупирала цијелу Норвешку.

#### Освајање Европе
Насупрот ставу многих од његових високих војних официра, Хитлер је у мају 1940.  наредио напад на Француску и Низоземску. Нијемци су брзо освојили Луксембург и Холандију и надмашили савезнике у Белгији, приморавши многе британске и француске трупе на евакуацију код Денкерка. Француска се предала Њемачкој 22. јуна. Побједа у Француској довела је до порасти Хитлерове популарности, као и раста ратне грознице у Њемачкој.
Упркос одредбама Хашке конвенције, индустријска предузећа у Холандији, Француској и Белгији су стављене у службу производње ратног материјала за Њемачку.
Нацисти су заплијенили од Француске хиљада локомотива и возних средстава, залихе оружја и сировина, као што су бакар, калај, нафта и никл. Плаћање трошкова окупације наметнути су Француској, Белгији и Норвешкој. Трговинска баријера довела је до гомилања залиха, црног тржишта и неизвјесности у погледу будућности. Залихе хране су биле несигурне; производња хране је опала у већем дијелу Европе. Многе окупиране земље је задесила глад током рата.
Хитлер је понудио мир новом британском премијеру Винстону Черчилу, што је он одбио у јулу 1940. године. Велики адмирал Ерих Редер је у јуну упозорио Хитлера да је надмоћ у ваздуху предуслов за успјешну инвазију на Британију, па је наредио низ ваздушних напада на ваздушне базе и радарске странице Краљевског ваздухопловства, као и ноћне ваздушне напада на британске градове, укључујући Лондон, Плимут и Ковентри. Међутим, њемачки Луфтвафе није успио да побједи Краљевско ваздухопловство у оно што је постало познато као битка за Британију, а до краја октобра, Хитлер је схватио потребна ваздушна надмоћ неће бити постигнута. Неколико историчара, укључујући Ендруа Гордона, сматрају да је главни разлог за пропаст планова инвазије био надмоћ Краљевске морнарице, а не дејства Краљевског ваздухопловства.
У фебруару 1941, Њемачки афрички корпус стигао је у Либију да помогне Италијанима у Сјеверноафричкој кампањи. Њемачка је 6. априла покренула инвазију на Југославију и Грчку. Цијела Југославија и дијелови Грчке су накнадно подијељени између Њемачке, Мађарске, Италије и Бугарске. Хрватски фашистички вођа Анте Павелић, уз подршку Италије и Њемачке, основао је Независну Државу Хрватску.

#### Инвазија на Совјетски Савез
Противно споразуму Молотов—Рибентроп, 5,5 милиона осовинских војника је 22. јуна 1941. напало Совјетски Савез. Поред Хитлерове намјере стицања Лебенсраума, ова велика офанзива — под кодним именом операција Барбароса — имала је циљ да уништи Совјетски Савез и искористи његове природне ресурсе за каснију агресију на западне силе. Реакције Нијемаца су ишле од изненађења до стријепње, јер си многи били забринути колико ће још рат трајати или су сумњали да Њемачка не може добити рат који се води на два фронта.
Инвазијом је освојен огроман простор, укључујући и балтичке земље, Бјелорусију и западну Украјину. Након успјешне битке код Смоленска, Хитлер је наредио армијској групи Центар да заустави своје напредовање ка Москви и привремено преусмјери своје оклопне групе за помоћ у опкољавању Лењинграда и Кијевa. Ова пауза је дала Црвеној армији могућност да мобилише свјеже резерве. Напад на Москву, који је настављен у октобру 1941, завршио се катастрофално у децембру. Јапан је напао Перл Харбор на Хавајима 7. децембра 1941. године. Четири дана касније, Њемачка је објавила рат Сједињеним Државама.
Хране је недостајало у освојеним областима Совјетског Савеза и Пољске, с обзиром да је војска у повлачењу спаљивала усјеве у неким областима, а већи дио преосталог је послат у Њемачку. У самој Њемачкој, оброци су морали да се смање 1942. године. У својој улози опуномоћеног у Четворогодишњем плану, Херман Геринг је захтијевао повећање испоруке жита из Француске и рибе из Норвешке. Жетва 1942. је била добра и залихе хране су остале одговарајуће у западној Европи.
Њемачка, као и Европа у цјелини, у потпуности је зависила од иностраног увоза нафте. У покушају да ријеши проблем несташице, Њемачка је у јуну 1942. покренула операцију Плаво, инвазију на кавкаска нафтна поља. Црвена армија је покренула противофанзиву 19. новембра и окружила осовинске снаге у Стаљинграду 23. новембра. Геринг је убиједио Хитлера да се 6. армија може снабдијевати путем ваздуха, што се показало неизводивим. Хитлерово одбијање да нареди повлачење довело је до смрти 200.000 њемачких и румунских војника; од 91.000 људи који су се предали у граду 31. јануара 1943, само се 6.000 вратило живо у Њемачку послије рата.

#### Прекретница и пораз
Губици су наставили да расту након Стаљинграда, што је довело до оштрог смањења популарности Нацистичке партије и пада морала међу војском и цивилним становништвом. Совјетске снаге су наставиле да потискују Нијемце на запад после неуспјешне њемачке офанзиве код Курска у љето 1943. године. До краја 1943, Нијемци су изгубили већину својих територијалних добитака на истоку.. У Египту, Афрички корпус фелдмаршала Ервина Ромела су поразиле британске снаге под фелдмаршалом Бернардом Монтгомеријем у октобру 1942. године. Савезничке снаге су се искрцале на Сицилији у јулу 1943, а на континенталну Италију у септембру. У међувремену, амерички и британски бомбардери су, са базама у Британији, отпочели операције против Њемачке. У настојању да уништи њемачки морал, многим мисијама је намјерно наређивано да бомбардују цивилне циљеве. Бомбардовање фабрика авиона, као и војног истраживачког центра Пенемиде, гдје су развијане и произвођене ракете V-1 и V-2, сматрана су нарочито важним. Ускоро њемачки производња авиона није могла да држи корак са губицима, а без ваздухопловне одбране, савезничка бомбардовања су постала још разорнија. Гађањем рафинерија нафте и фабрика, бомбардовања су до краја 1944. осакатила њемачке ратне напоре.
Америчке, британске и канадски снаге су успоставиле Западни фронт искрцавањем у Нормандији 6. јуна 1944. године. Хитлер је једва преживио бомбашки напад 20. јула 1944. године. Због тога је наредио сурову одмазду, што је довело до хапшења 7.000 и погубљењу преко 4.900 људи. Неуспјешна Арденска офанзива (16. децембар 1944. — 25. јануар 1945) била је посљедња велика њемачки офанзива у рату, а совјетске снаге су ушле у Њемачку 27. јануара. Хитлерово одбијање да призна пораз и његово стално инсистирање да се рат мора водити до посљедњег човјека, довело до непотребних смрти и разарања у завршним мјесецима рата. Преко министра правде Ота Тирака, Хитлер је наредио да свако ко није спреман за бору мора по кратком поступку на војни суд, а хиљаде људи је убијено. У многим областима, људи су тражили начине да се предају надолазећим Савезницима, упркос опоменама мјесних вођа да наставе борбу. Степен самоубистава у Немачкој се повећавао, како се рат приближавао крају, посебно у крајевима у које је стизала Црвена армија. Хитлер је такође наредио намјерно уништавање саобраћајница, мостова, индустрије и друге инфраструктура — декрет спаљена земља — али министар наоружања Алберт Шпер спријечио је да се ово наређење спроведе у потпуности.
Током битке за Берлин (16. април 1945. — 2. мај 1945), Хитлер и његово особље су живјели у подземном Фирербункеру, док се Црвена армија приближавала. Када су совјетске снаге биле два блока удаљене од Рајхсканцеларије, Хитлер и Ева Браун су извршили самоубиство 30. априла. Генерал Хелмут Вајдлинг је безусловно предао Берлин совјетском генералу Василију Чујкову 2. маја. Хитлера је наследио велики адмирал Карл Дениц као предсједника Рајха и Гебелса као канцелара Рајха. Гебелс и његова супруга Магда су починили самоубиство сутрадан, након што су убили своје шесторо дјеце. Од 4. до 8. маја 1945. већина преосталих њемачких оружаних снага се предала безусловно. Акт о капитулацији Њемачке потписан је 8. маја, чиме је означен крај нацистичког режима и крај Другог свјетског рата у Европи.
Народна подршка Хитлеру је скоро у потпуности нестала како се рат приближавао крају. Стопа самоубистава у Њемачкој је расла, нарочито у подручјима у којима је напредовала Црвена армија. Међу војницима и партијским особљем, самоубиство се често сматрало часном и јуначком алтернативом предаји. Пропаганда о нецивилизованом понашању напредујућих совјетских снага изазвала је панику међу цивилима на Источном фронту, нарочито међу женама, које су се плашиле силовања. Више од хиљаду људи (од укупно око 16.000 становника) починило је самоубиство у Дениму 1. маја 1945. када се 65. армија 2. бјелоруског фронта прво пробила у дестилацију, а затим кроз град, вршећи масовна силовања, произвољно стријељајући цивиле и палећи зграде. Велики број самоубистава догодио се и у другим мјестима, укључујући Нојбранденбург (600 мртвих), Столп у Померанији (1.000 мртвих) и Берлин, гдје је најмање 7.057 људи починило самоубиство 1945. године.

#### Њемачке жртве
Процјене о њемачким ратним жртвама иду од 5,5 до 6,9 милиона особа. Студија њемачког историчара Ридигера Оверманса је дала бројку од 5,3 милиона убијених и несталних војника, рачунајући ту и око 900.000 регрутованих изван њемачких граница из 1937. године. Ричард Овери је 2014. процијенио да је око 353.000 цивила погинуло у савезничким стратешким бомбардовањима. Друге бројке о цивилним жртвама износе око 300.000 Нијемаца (рачунајући и Јевреје) који су били жртве нацистичких политичких, расних и вјерских прогона и 200.000 који су били убијени у нацистичком програму еутаназије. Политички судови звани Зондергерихт осудили су на смрт око 12.000 чланова њемачког покрета отпора, док су цивилни судови су осудили још 40.000 Нијемаца. Такође су се десила масовна силовања Нијемица.

## Географија

### Територијалне промјене
Као резултат пораза у Првом свјетском рату и посљедица Версајског споразума, Њемачка је изгубила Алзас-Лорену, сјеверни Шлезвиг и Мемел. Сарски басен је привремено постао протекторат Француске и Уједињеног Краљевства под условом да становници касније на референдуму одлуче којој ће се земљи придружити, а Пољска је постала засебна држава и дала је излаз на море кроз Пољски коридор, који је раздвајао Пруску од остатка Њемачке, док је Данциг постао слободан град.
Њемачка је повратила контролу над Сарским басеном кроз референдум одржан 1935, а Аустрију је анектирала у Аншлусу 1938. године. Минхенским споразумом из 1938. Њемачка је стекла контролу над Судетима, а остатак Чехословачке је заузет шест мјесеци касније. Под пријетњом инвазије са мора, Литванија је предала Мемел у марту 1939. године.
Од 1939. до 1941, њемачке снаге су извршиле инвазију на Пољску, Данску, Норвешку, Француску, Луксембург, Холандију, Белгију, Југославију, Грчку и Совјетски Савез. Њемачка је анектирала дијелове сјеверне Југославије у априлу 1941, док је Италија препустила Трст, Јужни Тирол и Истру Њемачкој 1943. године.

### Окупиране територије
Неке од окупираних територија су припојене Њемачкој у склопу Хитлеровог дуготрајног циља стварања Великог Германског Рајха. Неколико области, као што је Алзас-Лорена, стављене су под надлежност сусједног гауа (округ). Иза припојених територија били су Рајхскомисаријати, квазиколонијални режими успостављени у неким окупираним земљама. Подручја стављена под њемачку управу, као што су Протекторат Чешка и Моравска, Рајхскомисаријат Остланд (обухватао балтичке земље и Бјелорусију) и Рајхскомисаријат Украјина. Освојена подручја Белгије и Француске стављена су под контролом Војне управе у Белгији и Сјеверној Француској. Белгијски Ејпен-Малмеди, који је био у саставу Њемачке до 1919, јесте анектиран. Дио Пољске је припојен Рајху, а Генерално губернаторство је успостављено у средишњој Пољској. Владе Данске, Норвешке (Рајхскомисаријет Норвешка) и Холандије (Рајхскомисаријат Холандија) стављене су под цивилну управу коју су углавном чинили домаћи становници. Хитлер је намјеравао да ова подручја на крају укључи у састав Рајха. Њемачка је на дијелу Југославије успоставила војну власт 1941. под називом Подручје Војног заповједника у Србији, а 1943. окупирала је италијански протекторат Албанију и италијански гувернорат Црну Гору.

## Политички систем

### Идеологија
Националсоцијалистичка њемачка радничка партија је била крајње десничарска фашистичка политичка странка која је подршку стекла у вријеме друштвених и финансијских потреса који су се десили завршетка Првог свјетскго рата. Партија је била малобројна и маргинализована са 2,6% гласова на федералним изборима 1928, прије почетка Велике кризе 1929. године. До 1930. Партија је освојила 18,3% гласова на федералним изборима, чиме је постала друга највећа политичка странка у Рајхстагу.  Док је био у затвору после неуспјешног Пивничког пуча 1923, Хитлер је написао Мајн кампф, у којем је изнио свој план трансформације њемачког друштва у друштво засновано на раси. Нацистичка идеологија је обједињавала елементе антисемитизма, расне чистоће и еугенике и комбиновала их са пангерманизамом и територијалним ширењем са циљем добијања већег Лебенсраума за германске народе. Режим је покушао да стекне нову територију нападајући Пољску и Совјетски Савез, са намјером да депортује или убије Јевреје и Словене који тамо живе, а које је сматрао инфериорним у односу на аријску расу и дијелом јудеобољшевичке завјере. Нацистички режим је вјеровао да само Њемачка може побиједити бољшевичке снаге и сачувати човјечанство од свјетске доминације међународног јеврејства. Други које су нацисти сматрали недостојним живота били су људи са менталним или физичким обољењима, Роми, хомосексуалци, Јеховини свједоци и друштвени отпадници. Поред тога, масони су били под великим надзором и изложени прогону.
Под утицајем покрета Фолкиш, режим је био против културног модернизма и подржавао је развој обимне војске на рачун интелектуализма. Креативност и умјетност су угушене, осим у случају када би могао да послужи као средство пропаганде. Партија је користила симболе, као што је Крвава застава, и ритуале, као што су митинзи Нацистичке партије, да његује јединство и учврсти популарност режима.

### Власт
Хитлер је Њемачком владао аутократски истицањем Принципа вође (Фирерпринцип), који је тражио потпуно послушност свих подређених. Он је видио структуру власти као пирамиду, са собом — као непогрешиви вођа — на врху. Партијски положај није одређиван на изборима, а позиције су попуњаване именовањем од оних који су били на вишем положају. Партија је користила пропаганду како би развила култ личности око Хитлера. Историчари, као што је Кершав, наглашавају психолошки утицај Хитлерових говорничких способности. Роџер Гил каже: „Његови покретни говори заузимали су ум и срца огромног броја њемачког народа: он је практично хипнотисао своју публику”.
Док су највиши званичници извјештавали Хитлера и слиједили његову политику, имали су значајну аутономију. Он је очекивао од званичника да „раде према фиреру” — да преузму иницијативу у промоцији политика и дјеловања у складу са циљевима партије и Хитлеровим жељама, без његовог учешћа у свакодневном одлучивању. Влада није била координисано, кооперативно тијело, већ неорганизовани збир фракција које предводи партијска елита, која се борила да нагомила моћ и стекле фирерову наклоност. Хитлеров стил руковођења био је да даје контрадикторна наређења свим подређенима и да их ставља на мјеста гдје су се њихове дужности и одговорности преклапале. На тај начин је подстицао неповјерење, конкуренцију и сукобе међу својим подређенима, како би консолидовао и максимизирао властиту моћ.
Узастопним Рајхсштатфалтер декретима од 1933. до 1935. укинуте су конститутивне државе (ландер) Њемачке и замијењене новом административном подјелом, гау, којом су управљале нацистичке вође (гаулајтери).  Промјене никада нису у потпуности спроведене, јер су се ландери и даље користили као административне јединице за нека владина одјељења, као што је образовање. Ово је довело до бирократског замагљивања преклапајући надлежности и одговорности типичне за административни стил нацистичког режима.
Јеврејски цивилни службеници су изгубили своје послове 1933. године, осим оних који су били у војној служби у Првом свјетском рату. Чланови Нацистичке партије или њени симпатизери су постављени на њихова мјеста. Као дио поступка Глајхшалтунга, Закон о мјесној власти Рајха из 1935. укинуо је локалне изборе и од тада је градоначелнике постављало министарство унутрашњих послова.

### Правни систем
Цивилни службеници и припадници војске су од августа 1934. били дужни заклети се на безусловну послушност Адолфу Хитлеру. Овај закон је био основа Фирерпринципа, концепта по коме је Хитлерова ријеч изнад сваког постојећег закона. Свако дјело које је Хитлер санкционисао — чак и убиство — постало је законито. Свако законодавство које је предлагао кабинет министара морала је одобрити канцеларија замјеника фирера Рудолфа Хеса, која је могла ставити вето на именовања највиших цивилних службеника.
Већина правосудних система и законских прописа Вајмарске републике који су се бавили неполитичким злочини остало је на снази. Судови су пресуђивали и извршавали далеко више смртних пресуда него прије нацистичког преузимања власти. Људи који су били осуђени за три или више прекршаја — чак и ситних — могли су се сматрати обичним преступницима и казне су им могле бити на неодређено вријеме. Људи као што су проститутке и џепароши су оцијењени као инхерентно криминални и пријетња расној заједници. Хиљаде људи је ухапшено и осуђено на неодређено вријеме без суђења.
Нова врста суда, Народни суд правде, успостављена је 1934. како би се бавила политичким случајевима. Овај суд је пресудио више од 5000 смртних пресуда до распуштања 1945. године. Смртна казна се могла добити због кривичних дјела као што је комунизам, штампање револуционарних летака или због шала на рачун Хитлера или других званичника. Гестапо је био задужен за истражно полицијско дјеловање како би се спровела нацистичка идеологија док су проналазили и затвара политичке преступнике, Јевреје и друге непожељне. Политички преступници који су пуштени из притвора, Гестапо би обично поново хапсио и затим слао у концентрационе логоре.
Нацисти су користили пропаганду како би шири концепт Расеншанд (расна срамота), како би оправдали потребу за таквим законима. У септембру 1935, донесени су Нирнбершки закони. Ови закони су на почетку забранили сексуалне односе и бракове између Јевреја и Аријаца, а касније су проширени и на Роме, црнце или на њихове потомке. Законом је такође забрањено запошљавање Њемица млађих од 45 године као послуге у јеврејским домовима. Према Цивилном закону Рајха само они „њемачке или сродне крви” имали су право на држављанство. То је значило да Јевреји и неаријци нису имали право на држављанство. Текст закона је такође дозвољавао нацистима да одузму држављанство свима који нису довољно подржавали режим. Додатна уредба издата у новембру дефинисала је као Јевреје особе које имају три јеврејска дједа и бабе или два дједа и бабе уколико су слиједили јеврејску вјеру.

## Војска и паравојска

### Вермахт
Јединствене оружане снаге Њемачке од 1935. до 1945. носиле су назив Вермахт (одбрамбене снаге). Видови одбрамбених снага су били Хер (копнена војска), Кригсмарине (морнарица) и Луфтвафе (ваздухопловство). Од 2. августа 1934, припадници оружаних снага били су дужни положити заклетву на безусловну вјерност Хитлеру лично. Као супротност ранијој заклетви, која се полагала на вјерност уставу земље и њеним законима, нова заклетва је од припадника оружаних снага тражила да послушају Хитлер чак и ако им наређено да предузму нешто незаконито. Хитлер је одлучио да оружане снаге морају толерисати, чак и пружити логистичку подршку, Ајнзацгрупе — мобилним одредима смрти који су одговорни за смрти милионе људи у источној Европи — када је то било тактички могуће. Припадници Вермахта су учествовали и непосредно у Холокаусту стријељањем цивила или извршењем геноцида под маском противпартизанских операција. Према партијској агенди, Јевреји су били главни подстрекачи партизанске борбе и према томе морали су да се елиминишу. Хајнрих је 8. јула 1941. најавио да се сви Јевреји сматрају партизанима и наредио је да се сви Јевреји мушког пола старости од 15 до 45 година стријељају. До августа, наређење је проширено на цјелокупно јеврејско становништво.
Упркос напорима земље да се војно припреми, привреда није могла да одржи дуготрајни рат. Стратегија је развијена на основу тактике Блицкриг (муњевити рат), која је укључивала брзе координисане нападе који су избјегавали јаке непријатељске тачке. Напади су почињали са артиљеријским гранатирање, затим бомбардовањем и кажњавањем. Затим би услиједио тенковски напад и на крају би се пјешадија како би обезбједила заузету област. Побједе су настављене до средине четрдесетих година, али неуспјех да се побиједи Британија била је прва прекретница у рату. Одлука о нападу на Совјетски Савез и одлучујући пораз у Стаљинграду, довео је до повлачења њемачке војске и евентуалног губитка рата. Укупан број војника који су служили у Вермахту од 1935. до 1945. био је око 18,2 милиона, од чега је 5,3 милиона погинуло.

### САиСС
Штурмабтајлунг (СА; јуришни одред), основан 1921, био је прво паравојно крило Нацистичке партије; њихов почетни задатак био је да заштити нацистичке вође на скуповима и митинзима. Они су такође учествовали у уличним борбама против супарничких политичких странака и насилним акцијама против Јевреја и других. Под вођством Ернеста Рема СА је до 1934. имао преко пола милиона припадника — укључујући резерву од 4,5 милиона — у то вријеме регуларна војска је још увијек била ограничена на 100.000 војника према Версајском споразуму.
Рем се надао да ће преузети заповједништво над војска и да ће је апсорбовати у редове СА. Хинденбурга и министар одбране Вернер фон Бломберг су пријетили наметањем ратног закона уколико се дјелатности СА не ограниче. Хитлер је такође сумњао да Рем има намјеру да га смијени, па је наредио убиства Рема и других политичких непријатеља. До 200 људи је убијено од 30. јуна до 2. јула 1934. у догађају познатом као Ноћ дугих ножева. Након ове чистке, СА више није била главна сила.
Шуцштафел (СС; Заштитни ешалон) првобитно је био мала тјелохранитељска јединица у оквиру СА, а која је постала једна од највећих и најмоћнијих скупина у Нацистичкој Њемачкој. Предвођена рајхсфирером СС Хајнрихом Химлером од 1929, СС је до 1938. имао преко 250.000 припадника. Химлер је у почетку СС видио као елитну скупину тјелохранитеља, Хитлерову посљедњу линију одбране. Вафен-СС, војни огранак СС, постао је дефакто четврти вид Вермахта, међутим, никада није био „озбиљни супарник” Херу. Никада није добила потпуну „независну команду” и по питању тешког оружја и опреме зависила је од војске. До краја 1942. како се потиснута Совјетска војска опорављала и како су губици Вафен-СС расли, стога селекција и расни захтјеви више нису поштовани. Са регрутовањем заснованим на експанзији, Вафен-СС до 1943. више није могао претендовати на елитни борбени статус. Јединице Вафен-СС починиле су многе злочине над цивилима и савезницима. До 60.000 припадника Вафен-СС служило је у концентрационим логорима и логорима смрти. Трећину припадника Ајнзацгрупе који су били одговорни за масовна убиства, регрутовало је особље Вафен-СС. Од 1935. па надаље, СС је спроводио прогон Јевреја, који су били заробљени у гетоима и концентрационим логорима. Са избијањем Другог свјетског рата, јединице Ајнзацгрупе СС пратиле су војску у Пољској и Совјетском Савезу, гдје су од 1941. до 1945. убили више од два милиона људи, укључујући 1,3 милиона Јевреја. СС-Тотенкофвербанде (јединице „Мртвачка глава”) водиле су концентрационе логоре и логоре смрти, гдје су убијени милиони људи.
Химлер је 1931. организовао обавјештају службу СС познату као Зихерхајтсдинст (СД; Безбједносна служба) под заповједништвом свог замјеника, Хајдриха. Ова организација била је задужена за проналажење и хапшење комуниста и других политичких противника. Химлер започео успостављање паралелне привреде под покровитељством Главне канцеларије СС за привреду и администрацију. Ово холдинг предузеће је посједовало корпорације за становање, фабрике и издавачке куће.

## Привреда

### Економија Рајха
Највећа привредна потешкоћа за нацистичку власт била је та што су се на почетку владавине сусрела са стопом незапослености од 30%. Економиста Хјалмар Шахт, предсједник Рајхсбанке и министар привреде, створио схему за финансирање дефицита у мају 1933. године. Капитални пројекти су плаћени издавањем мјеница под називом Мефо рачуни. Када су новчанице представљене као средство за плаћање, Рајхсбанка је отпочела штампање новца. Хитлер и његов тим за економију очекивали су да ће надолазећа територијална експанзија обезбиједити средства за враћање високог државног дуга. Шахтова администрација постигла је нагли пад стопе незапослености, највећи међу свих земљама током Велике кризе. Економски опоравак био је неуједначен, са смањеним радним временом и нередовном расположивошћу потреба, што је довело до разочарења режимом већ 1934. године.
Ваздухопловна фабрика Јункерс је експроприсана у октобру 1933. године. У сарадњи са другим произвођачима авиона и под вођством министра ваздухопловства Геринга, производња је повећана. Од радне снаге од 3200 људи који су производили 100 јединки годишње 1932, индустрија је расла и запослила 250.000 радника који су производили 10.000 технички напредних летјелица мање него десет година касније.
Створена је сложена бирократија за регулисање увоза сировина и готових производа са намјером да се елиминише страна конкуренција на њемачком тржишту и побољша државни платни биланс. Нацисти су подстакли развој синтетичких замјена за материјале као што су уље и текстил. С обзиром да је тржиште било претрпано, а цијене нафте ниске, нацистичка власт је 1933. склопила споразум о подјели профита са компанијом IG Farben, гарантујући им 5% поврата на капитал уложен у њену фабрику синтетичког уља у Лојни. Сваки профит већи од тог износа би се предао Рајху. IG Farben је до 1936. пожалио што је склопио тај договор, јер је до тада дошло до вишка профита. У другом покушају да обезбиједи одговарајуће ратне залихе нафте, Њемачка је уцијенила Румунију како би потписала трговински споразум у марту 1939. године.
Велики пројекти јавних радова који се финансирају са дефицитом потрошње укључивали су изградњу мреже аутопутева и финансирање програма које је покренула претходна влада за побољшање становања и пољопривреде. Да би се стимулисала грађевинска индустрија, понуђени су кредити приватним предузећима, а за куповину кућа и поправке су понуђене субвенције. Под условом да супруга напусти радно мјесто, млади парови аријског поријекла који су намјеравали да се вјенчају могли су добити зајам од 1000 рајхсмарака, а износ који су требали вратити смањивао се за 25% за свако рођено дијете. Упозорење да је жена морала остати незапослена стављено је ван снаге 1937. због недостатка квалификованих радника.
Замишљајући посједовање аутомобила општим правом у новој Њемачкој, Хитлер је договорио да дизајнер Фердинанд Порше изради планове за аутомобил Снага кроз радост (KdF-wagen), аутомобил који би свако могао приуштити. Прототип је приказан на Међународном аутомобилском сајму у Берлину 17. фебруара 1939. године. Избијањем Другог свјетског рата, првобитна намјена фабрике је преиначена у производњу војних возила. Ниједан није продат све до послије рата, када је возило преименовано у Фолксваген (народни аутомобил).
Шест милиона људи било је незапослено када су нацисти преузели власт 1933, а до 1937. незапослених било је мање од милион. Дјелимичан разлог је био уклањање жена са радним мјеста. Реалне наднице пале су за 25% између 1933. и 1938. године. Након распада синдиката у мају 1933, њихова средства су заплијењена, а руководство ухапшено, укључујући и оне који су покушали да сарађују с нацистима. Нова организација, Њемачки раднички фронт, створена је и стављена под надзор функционера Нацистичке партије Роберта Лаја. Просјечна радна седмица 1933. трајала је 43 сата; до 1939. повећала се на 47 сати.
Почетком 1934. фокус се поновно окренуо на наоружавање. Војни расходи су до 1935. чинили 73% владиних расхода на робу и услуга. Хитлер је 18. октобра 1936. именовао Геринга за опуномоћеника четворогодишњег плана, са намјером да убрза поновно наоружавање. Осим што је позвао на брзу изградњу челичана, фабрика синтетичких гума и другим фабрика, Геринг је увео контролу надница и цијена и ограничио издавање дивиденада на дионице. Велики расходи су направљени за поновно наоружавање упркос растућим дефицитима. Планови који су откривени крајем 1938. о великом увећању морнарице и ваздухопловства било је немогуће испунити, јер је Њемачкој недостајало финансија и материјалних средстава за изградњу планираних јединица, као и потребног горива за њихово одржавање. Увођењем обавезног војног рока 1935, Рајхсвер, који је према Версајском споразума био ограничен на 100.000 припадника, на почетку Другог свјетског рата проширио се на 750.000 активних службеника, са још милион у резерви. До јануара 1939. незапосленост се смањила на 301.800, а до септембра је пала на само 77.500.

### Ратна привреда и принудни рад
Нацистичка ратна привреда била је мјешовита која је комбиновала слободно тржиште са централним планирањем. Историчар Ричард Овери описује то као нешто између командне привреде Совјетског Савеза и капиталистичког система Сједињених Држава.
Послије смрти министра наоружавања Фрица Тота 1942, Хитлер је за његову замјену именовао Алберта Шпера. Ратно рационализовање робе широке потрошње довело је до повећања личне штедње, средстава која су заузврат посуђена влади за подршку ратним напорима. Ратни расходи су до 1944. чинили 75% бруто домаћег производа Њемачке, у поређењу са 60% у Совјетском Савезу и 55% у Британији. Шпер је побољшао производњу централизацијом планирања и контроле, смањењем производње робе широке потрошње и употребом присилног рада и ропства. Ратна привреда се на крају у великој мјери ослањала на робовски рад. Њемачка је увезла и поробила око 12 милиона људи из 20 европских земаља за рад у фабрикама и на фармама. Отприлике 75% били су источноевропског поријекла. Многи су били жртве савезничког бомбардовања, јер су имали лошу заштиту од ваздушних напада. Лоши животни услови довели су до високих стопа обољења, повреда и смрти, као и до саботажа и криминалних дјелатности. Ратна привреда се такође ослањала на велику пљачку, у почетку кроз државно отимање имовине јеврејских грађана, а касније и пљачком ресурса окупираних територија.
Страни радници доведени у Њемачку сврстани су у четири категорије: гастарбајтери, војни интернирци, цивилни радници и источни радници. Свака група је била подложна различитим прописима. Нацисти су забранили сексуалне односе између Нијемаца и страних радника.
До 1944. више од пола милиона жена служило је као помоћна снага у њемачким оружаним снагама. Број плаћених жена повећао се само за 271.000 (1,8%) од 1939. до 1944. године. Како је производња робе широке потрошње била смањења, жене су напустиле те индустрије ради запошљавања у ратној привреди. Такође су узимали послове које су раније имали мушкарци, посебно на фармама и у породичним продавницама.
Веома тешко савезничко стратешко бомбардовање циљало је на рафинерије које производе синтетичку нафту и бензин, као и на њемачки саобраћајни систем, посебно на жељезничка чворишта и канале. Индустрија наоружања почела је да се распада до септембра 1944. године. До новембра горивни угаљ више није стизао на своја одредишта, а производња новог наоружања више није била могућа. Овери тврди да је бомбардовање оптеретило њемачку ратну привреду и приморало је да до четвртине свог људства и индустрије преусмјери у противваздухопловне ресурсе, што је врло вјероватно скратило рат.

### Финансијска експлоатација освојених територија
Током рата, нацисти су извукли значај плијен из окупиране Европе. Историчар и ратни дописник Вилијам Л. Ширер пише: „Укупна количина [нацистичког] плијена никада неће бити позната; показало се да је изнад способности човјека да то израчуна”. Златне резерве и други инострани фондови заплијењени су из националних банака окупираних територија, док су се обично наметали велики „трошкови окупације”. До краја рата, нацисти су израчунали да трошкови износе 60 милијарди рајхсмарака, а само Француска је платила 31,5 милијарди. Банка Француске је била приморана да обезбиједи 4,5 милијарди рајхсмарака у „кредитима” Њемачкој, док су нацисти процијенили додатних 500.000 рајхсмарака Вишијевској Француској у облику „такси” и других разних намета. Нацисти су на сличан начин експлоатисали и друге освојене територије. Након рата, Истраживање о стратешком бомбардовању Сједињених Држава закључило је да је Њемачка прибавила 104 милијарде рајхсмарака у виду трошкова окупације и других трансфера богатства из окупиране Европе, укључујући двије трећине бруто домаћег производа Белгије и Холандије.
Нацистичка пљачка укључивала је приватне и јавне умјетничке збирке, артефакте, племените метале, књиге и личне ствари. Хитлер и Геринг били су посебно заинтересовани за набавку опљачканог умјетничког блага из окупиране Европе, који су првобитно планирали да искористе за попуњавање галерије планираног Фиреровог музеја, а касније за личну збирку. Геринг је, након што је готово из цијеле окупиране Пољске шест мјесеци послије њемачке инвазије сабрао сва умјетничка дјела, на крају развио збирку вриједну преко 50 милиона рајхсмарака. Оперативни штаб Рајхслајтера Розенберга основан је 1940. за пљачку умјетничких дјела и културног материјала из јавних и приватних збирки, библиотека и музеја широк Европе. Француска је претрпјела највећи обим нацистичке пљачке. Око 26.000 вагона умјетничког блага, намјештаја и других опљачканих предмета послато је у Њемачку из Француске. До јануара 1941, Розенберг је опљачкано благо из Француске процијенио на више од једне милијарде рајхсмарака. Осим тога, војници су пљачкали или куповали робу попут производа и одјеће — предмета које је у Њемачкој било све теже набавити — за пошиљку кући.
Узимане су и роба и сировине. Процјењује се да је у Француској током рата заплијењено 9 милиона тона житарица, укључујући 75% овса. Осим тога, узето је 80% нафте у земљи и 74% њене производње челика. Процјењује се да је вриједност овог плијена 184,5 милијарди француских франака. У Пољској је нацистичка пљачка сировина започета чак и прије него што се њемачка инвазија завршила.
Након операција Барбароса, Совјетски Савез је такође опљачкан. Само 1943. 9 милиона тона житарица, 2 милиона тона сточне хране, 3 милиона тона кромпира и 662.000 тона меса послато је у Њемачку. Током њемачке окупације одведено је око 12 милиона свиња и 13 милиона оваца. Вриједност ове пљачке процјењује се на 4 милијарде рајхсмарака. Овај релативно мали број у поређењу са окупираним државама западне Европе може се приписати разорним борбама на Источном фронту.

## Расна политика и еугеника

### Расизам и антисемитизам
Расизам и антисемитизам су били основна начела Нацистичке партије и нацистичког режима. Расна политика Нацистичке Њемачке била је заснована на увјерењу о постојању супериорне више расе. Нацисти су исказивали постојање расног сукоба између  вишеаријвске расе и нижих раса, нарочито Јевреја, који су сматрани мјешавином раса која се инфилтрирала у друштво и која је одговорна за експлоатацију и репресију аријске расе.

### Прогон Јевреја
Дискриминација Јевреја почела је одмах по преузимању власти. Након вишемјесечног низа напада припадника СА на јеврејска предузећа и синагоге, Хитлер је 1. априла 1933. прогласио национални бојкот јеврејских предузећа. Закон о обнови професионалне грађанске службе усвоје 7. априла, приморао је све неаријске државне службенике на повлачење из правне професије и грађанске службе. Слично законодавство убрзо је одузело другим јеврејским стручњацима право на праксу, па је 11. априла објављен декрет по којем се свако ко има барем једног јеврејског родитеља или дједа не сматра Аријцем. Као дио настојања да се уклони јеврејски утицај из културног живота, чланови Националсоцијалистичког њемачког студентског савеза уклонили су из библиотека све књиге које се не сматрају њемачким, а спаљивање књига широм земље одржано је 10. маја.
Режим је путем насиља и економског притиска подстицао Јевреје да добровољно напусте земљу. Јеврејским предузећима је ускраћен приступ тржишту, забрањено је оглашавање и приступ владиним уговорима. Грађани су малтретирани и изложени насилним нападима. Многи градови су постављали натписе о забрани уласка Јеврејима.
Јеврејски младић Хершел Гриншпан је 7. новембра 1938. упуцао и убио Ернста фон Рата, секретара дипломатске мисије у њемачкој амбасади у Паризу, у знак протеста против третирања његове породице у Њемачкој. Овај инцидент пружио је изговор за погром који су нацисти подстакли против Јевреја два дана касније. Припадници СА оштетили су или уништили синагоге и јеврејску имовину широм земље. Најмање 91 Јевреј је убијен током овог погрома, који ће касније постати познат као Кристална ноћ. Јеврејима су у наредним мјесецима наметнута додатна ограничења — забрањено им је да посједују предузећа или раде у малопродајним објектима, возе аутомобиле, одлазе у биоскоп, посјећују библиотеку или посједују оружје, а јеврејске ученике су избацивали из школа. Јеврејска заједница је кажњена са милијарду рајхсмарака за плаћање штете која је настала током Кристалне ноћи и речено јој је да ће сва потраживања осигурања бити одузета. Око 250.000 од 437.000 њемачких Јевреја емигрирало до 1939. у Сједињене Државе, Аргентину, Уједињено Краљевство, Палестину и друге земље. Многи су одлучили да остану у континенталној Европи. Исељеницима у Палестину било је дозвољено да тамо преносе имовину према условима Хавара уговора између Нацистичке Њемачке и ционистичких њемачких Јевреја, али они који су се преселили у друге земље морали су оставити готово сву своју имовину, коју је влада заплијенила.

### Прогон Рома
Као и Јевреји, Роми су били изложени прогонима од првих дана режима. Ромима је било забрањено да ступају у брак са особама њемачког поријекла. Отпремани су у концентрационе логоре од 1935, а многи су убијени. Након инвазије на Пољску, 2500 Рома и Синта депортовано је из Њемачке у Генерално губернаторство, гдје су се налазили у радним логорима. Преживјели су вјероватно убијани у Белзецу, Собибору или Треблинки. Додатних 5000 Синта и аустријских Лалера депортовано је у Лођски гето крај 1941, гдје је према процјенама половина умрла. Роми који су преживјели гето касније су премјештени у логор смрти Хелмно почетком 1942. године.
Нацисти су намјеравали да депортују све Роме из Њемачке и због тога су их затворили у ромске логоре (њем. Zigeunerlager). Химлер је наредио њихову депортацију из Њемачке у децембру 1942, уз неколико изузетака. Укупно 23.000 Рома депортовано је у Аушвиц, од чега је 19.000 умрло. Изван Њемачке, Роми су редовно коришћени за принудни рад, мада су многи убијени. У балтичким земљама и Совјетском Савезу, СС, Вермахт и СА убили су 30.000 Рома. У Подручју Војног заповједника у Србији убијено је од 1000 до 12.000 Рома, док је у Независној Држави Хрватској убијено скоро свих 25.000 Рома. Према процјенама на крају рата, укупан број убијених је износио око 220.000, што је било приближно 25% ромске популације у Европи.

### Људи са инвалидитетом
Акција Т4 била је програм систематског убијања физички и ментално ометених и пацијената у психијатријским болницама који се спроводио углавном од 1939. до 1941, а настављен је и до краја рата. У почетку су жртве убијали припадници Ајнзацгрупе и остали; гасне коморе и душегупке које су користиле угљен-моноксид коришћене су почетком 1940. године. Према Закону о спрјечавању насљедних болести потомака, који је усвојен 14. јула 1933, више од 400.000 појединаца било је изложено принудној стерилизацији. Више од половине су они који се сматрају ментално ометеним, што укључује не само људе који су имали лоше резултате на тестовима интелигенције, већ и оне који су одступили од очекиваних стандарда понашања у погледу штедљивости, сексуалног понашања и педантности. Већина жртава долази из група у неповољном положају, попут проститутки, сиромашних, бескућника и криминалаца. Друге групе које су прогоњене и убијане укључивале су Јеховине свједоке, хомосексуалце, социјално неприхватљиве и чланове политичке и вјерске опозиције.

### Генералплан Ост
Њемачки рат на истоку заснивао се на Хитлеровом дугогодишњем виђењу Јевреја као великих непријатеља њемачког народа и да је за ширење Њемачке потребан „животни простор” (њем. Lebensraum). Хитлер је своју пажњу усмјерио на источну Европу, са циљем да освоји Пољску и Совјетски Савез. Након окупације Пољске 1939, сви Јевреји који су живјели у Генералном губернаторству затворени су у гета, а они који су били физички способни морали су обављати принудне радове. Хитлер је 1941. одлучио потпуно уништити пољски народ; у року од 15 до 20 године Генерално губернаторство требало је бити очишћено од Пољака и насељено њемачким колонистима. Око 3,8—4 милиона Пољака остали би као робови, дио ропске радне снаге од 14 милиона који су нацисти намјеравали створити користећи грађане окупираних територија.
Генералплан Ост („генерални план за Исток”) позивао је на депортацију становништва окупиране источне Европе и Совјетског Савеза у Сибир, на употребу њих као робовске радне снаге или на њихово убиство. Да би одредио ко треба бити убијен, Химлер је створио Фолкслист, систем класификације људе за које се сматра да су њемачке крви. Наредио је да оне германског поријекла који су одбили да буду класификовани као Нијемци депортују у концентрационе логоре, одузму им дјецу или распореде на принудни рад. План је укључивао отимање дјеце за које се сматрало да имају аријско-нордијске особине, за које се претпостављало да су њемачког поријекла. Циљ је био спровођење Генералплана Ост након освајања Совјетског Савеза, али како инвазије није успјела Хитлер је морао размотрити друге опције. Један од приједлога био је масовна присилна депортација Јевреја у Пољску, Палестину или на Мадагаскар.
Осим што су елиминисали Јевреје, нацисти су планирали смањити становништво освојених територија за 30 милиона глађу у акцији под називом План глади. Залихе хране би биле преусмјерене на њемачку војску и њемачке цивиле. Градови би били сравњени, а земљиште би било препуштено шумама или поновно насељено њемачким колонистима. Заједно, План глади и Генералплан Ост довели би до гладовања 80 милиона људи у Совјетском Савезу. Ови дјелимично испуњени планови резултирали су демоцидном смрћу приближно 19,3 милиона цивила и ратних заробљеника широм Совјетског Савеза и другдје у Европи. Током рата Совјетски Савез је изгубио укупно 27 милиона људи, мање од 9 милиона од тога је погинуло у борбама. Сваки четврти становник Совјетског Савеза је или убијен или рањен.

### Холокауст и Коначно рјешење
Отприлике за вријеме неуспјешне офанзиве на Москву у децембру 1941, Хитлер је одлучио да Јевреји Европе морају бити одмах истријебљени. И док су убиства јеврејских цивила било у току на окупираним територијама Пољске и Совјетског Савеза било у току, планови за тотално уништење јеврејског становништва Европе — 11 милиона људи — формализовани су на Ванзејској конференцији од 20. јануара 1942. године. Неки Јевреји би радили до смрти, а остатак би био убијен спровођењем Коначног рјешења јеврејског питања. У почетку су жртве убијали стрељачки водови Ајнзацгупа, затим стационирам гасним коморама или душегупкама, али су се ове методе показале непрактичним за операцију ове размјере. До 1942. логори смрти опремљени гасним коморама су отворени у Аушвицу, Хелмну, Собибору, Треблинки, и другдје. Укупан број убијених Јевреја се процјењује на 5,5 до 6 милиона, укључујући више од милиона дјеце.
Савезници су добили информације о овим убиствима од пољске избјегличке владе и пољског руководства у Варшави, углавном на основу информација које је прикупила Пољска подземна држава. Њемачки грађани су такође имали приступ информацијама о томе шта се дешава, јер су војници који су се враћали са окупираних територија причали шта су видјели и радили. Историчар Ричард Џ. Еванс наводи да већина њемачких грађана није одобравала геноцид.

### Прогон Пољака
Нацисти су на Пољаке гледали као на подљудске неаријце, а током њемачке окупације Пољске убијено 2,7 милиона Пољака. Пољски цивили су били подвргнути присилном раду у њемачкој индустрији, интернирању, протјеривању како би се уступило мјесто њемачким колонистима и масовним погубљењима. Њемачке власти су се упустиле у систематске напоне да униште пољску културу и национални идентитет. Током акције АБ, многи универзитетски професори и припадници пољске интелигенције су ухапшени, пребачени у концентрационе логоре или убијени. Током рата, Пољске је изгубиле процијењених 39—45% љекара и стоматолога, 26—57% адвоката, 15—30% наставника, 30—40% научника и универзитетских професора и 18—28% свештенства.

### Злостављање совјетских ратних заробљеника
Нацисти су заробили 5,75 милиона совјетских војника, више него што су заробили од свих осталих сила Савезника заједно. Процјењује се да су од тог броја убили 3,3 милиона, од којих је 2,8 милиона убијане између јуна 1941. и јануара 1942. године. Многи ратни заробљеници су умрли од глади или су прибјегли канибализму док су држани у торовима на отвореном у Аушвицу и другим логорима.
Од 1942. па надаље, на совјетске ратне заробљенике се гледало као на извор принудне радне снаге и боље су третирани како би могли радити. До децембра 1944. радило је 750.000 совјетских ратних заробљеника, у њемачким фабрикама наоружања (кршећи Хашку и Женевску конвенцију), рудницима и фармама.

## Друштво

### Образовање
Антисемитско законодавство усвојено 1933. довело је до уклањања свих јеврејских наставника, професора и званичника из образовног система. Већина наставника морала је бити учлањена у Националсоцијалистички савез наставника, а универзитетски професори морали су се придружити Националсоцијалистичком савезу њемачких предавача. Наставници су морали положити заклетву на лојалност и послушност Хитлеру, а оне који нису исказали довољну сагласност са партијским идеалима често су пријављивали ученици или колеге и на крају би били отпуштени. Недостатак средстава за плате довео је до тога су многи наставници напустили професију. Просјечна величина разреда повећала се са 37 у 1927. на 43. у 1938. због резултирајућег недостатка наставника.
Често контрадикторне директиве издавали су министара унутрашњих послова Вилхелм Фрик, министар науке, образовања и културе Бернхард Руст и друге агенције у погледу садржаја часова и прихватљивих уџбеника за употребу у основним и средњим школама. Књиге које је режим сматрао неприхватљивим уклоњене су из школских библиотека. Индоктринација у нацистичку идеологију постала је обавезна у јануару 1934. године. Ученици изабрани за будуће чланове партијске елите били су индоктринирани од своје 12 године у школама Адолфа Хитлера за основно образовање и Националним политичким образовним заводима за средње образовање. Детаљна индоктринација будућих носилаца елитног војног чина предузета је у Дворцима покрета.
Основно и средње образовање фокусирано је на расну биологију, популациону политику, културу, географију и физичку спремност. Наставни план и програм из већине предмета, укључујући биологију, географију, па чак и аритметику, промијењен је како би фокус био на раси. Војно образовања постало је средишња компонента физичког васпитања, а физичко образовање било је усмјерено на предмете са војном примјеном, попут балистике и аеродинамике. Ученици су морали погледати све филмове које је припремило школске одјељење Министарства народног просвјетљења и пропаганде.
На универзитетима, именовања на највише положаје била су тема борби за моћ између Министарства образовања, универзитетских одбора и Националсоцијалистичког њемачког савеза студената. Упркос притисцима студентског савеза и разних министарстава, већина универзитетских професора није мијењала своја предавања или наставне програме током нацистичког периода. Ово се посебно односило на универзитете који се налазе у претежно католичким регијама. Уписи на њемачке универзитете опали су са 104.000 студената 1931. на 41.000 1939, али је упис у медицинске школе нагло порастао јер су јеврејски љекари били приморани да напусте професију, па су дипломирани медицинари имали добре шансе за посао. Од 1934. студенти су морали присуствовати честим и дуготрајним војним обукама које је водио СА. Студенти прве године такође су морали служити шест мјесеци у радном логору Службе рада Рајха; студентима друге године било је потребно додатних десет седмица службе.

### Улога жене и породице
Жене су биле камен темељац нацистичке социјалне политике. Нацисти су се супротстављали феминистичком покрету, тврдећи да је то творевина јеврејских интелектуалки, умјесто тога заговарајући патријархално друштво у којем би Њемица признала да је њен „свијет њен муж, њена породица, њена дјеца и њен дом”. Феминистичке групе су забрањене или укључене у Националсоцијалистичку женску организацију, која је координисала групе широм земље за промовисање мајчинства и дјелатности у домаћинству. Понуђени су курсеви о васпитању дјеце, шивењу и кувању. Истакнуте феминисткиње, укључујући Аниту Аугспург, Лиду Хејман и Хелену Штекер, сматрале су да су принуђене да живе у изгнанству. Организација је издавала NS-Frauen-Warte, једини женски часопис одобрен у Нацистичкој Њемачкој; упркос неким пропагандним аспектима, био је то претежно обичан женски часопис.
Жене су подстицане да престану бити радна снага, а промовисано је кроз промотивне кампање стварање многочланих породица од стране расно подобних жена. Жене су добијале бронзану награду — познату као Крст части њемачке мајке — за рођење четворо дјеце, сребрну за шесторо и златну за осморо и више. Многочлане породице су добијале субвенције за помоћ у трошковима. Иако су мјере довеле до повећање наталитета, број породица које су имала четворо или више дјеце опао је за 5% између 1935. и 1940. године. Чињеница да су жене престале бити радна снага није имало предвиђен ефекат ослобађања послова за мушкарце, јер су жене углавном биле запослене као кућне слушкиње, ткаље или у индустрији хране и пића — послови који нису интересантни за мушкарце. Нацистичка филозофија је спријечила запошљавање великог броја жена у фабрикама муниције у припремама за рат, тако да су довођени страни радници. Након што је рат почео, у великој мјери је коришћена робовска радна снага. Хитлер је у јануару 1943. потписао декрет којим се захтјева од свих жена млађих од педесет година да се јаве за радне задатке  како би помогле у ратним напорима. Након тога, жене су усмјераване на пољопривредне и индустријске послове, а до септембра 1944. 14,9 милиона жена је радило у производњи муниције.
Нацистичке вође су подржавале идеју да је рационални и теоријски рад стран женској природи, и као такав одвраћао жене од тражења високог образовања. Закон усвојен у априлу 1933. ограничио је број жена примљених на универзитет на 10% од броја мушкараца који похађају универзитет. То је довело до пада уписа жена у средње школе са 437 хиљада у 1926. на 205 хиљада у 1937. години. Број жена уписаних у средње школе пао је на 128 хиљада у 1933. на 51 хиљаду у 1938. години. Међутим, уз услов да мушкарци буду ангажовани у оружаним снагама током рата, жене су чиниле половину уписаних у систем послије средње школе до 1944. године.
Од жена се очекивало да буду јаке, здраве и виталне. Чврста сељанка која је обрађивала земљу и рађала снажну дјецу сматрала се идеалном, а жене су хваљене јер су биле атлетски грађене и преплануле од рада на отвореном. Створене су организације за индоктринацију нацистичких вриједности. Од 25. марта 1939. чланство у Хитлеровој омладини постало је обавезно за сву дјецу старију од 10 година. Савез дјевојчица био је секција Хитлерове омладине за дјевојчице узраста од 10 до 14 година, а Савез њемачких дјевојака био је за дјевојке од 14 до 18 година. Дјелатности Савеза њемачких дјевојака биле су фокусиране на физичко васпитање, са дјелатности као што су трчање, скок удаљ, салто, ходање по конопцу, марширање и пливање.
Нацистички режим је промовисао либерални кодекс понашања о сексуалним питањима и био је наклоњен женама које рађају дјецу изван брака. Промискуитет се повећавао како је рат одмицао, а неожењени војници су често били интимно повезани са неколико жена истовремено. Жене војника су често биле уплетене у ванбрачне везе. Секс се понекад користио за средство за стицање бољег посла од страног радника. Памфлетима је налагано њемачким женама да избјегавају сексуалне односе са страним радницима као опасност за њихову крв.
Уз Хитлерово одобрење, Химлер је намјеравао да ново друштво нацистичког режима дестигматизује ванбрачног рађања, посебно дјеце чији су очеви припадници СС-а, који су били испитани због расне чистоће. Надао се да ће свака СС породица имати између четворо и шесторо дјеце.Удружење Лебенсборн (Извор живота) које је основао Химлер 1935, створило низ породилишта за смјештај самохраним мајки током трудноће. Оба родитеља су испитана на расну подобност прије прихватања. Дјеца која су настала као резултат често су усвајана у СС породице. Куће су такође стављене на располагање супругама припадника СС-а и Нацистичке партије, које су брзо попуниле више од половине расположивих мјеста.
Нацистички режим је стриктно спроводио постојеће законе који забрањују побачај осим из медицинских разлога. Број побачаја је опао са 35 хиљада годишње на почетку 1930-их на мање од 2 хиљаде годишње на крају деценије, иако је 1935. усвојен закон који је дозвољавао побачаје из еугеничких разлога.

### Здравље
Нацистичка Њемачка је имала снажан покрет против дувана, пошто је пионирско истраживање Франца Х. Милера 1939. показало узрочну везу између пушења и рака плућа. Здравствена служба Рајха предузела је мјере покушаја ограничавања пушења, укључујући извођење предавања и производњу памфлета. Пушење је било забрањено на многим радним мјестима, у возовима и међу дежурним припадницима војске. Владине службе су такође радиле на контроли других канцерогених супстанци, као што су азбест и пестициди. Као дио опште кампање јавног здравља, залихе воде су очишћене, олово и жива су уклоњени из потрошачких производа, а жене су позване да се подвргавају редовним прегледима за рак дојке.
Планови здравственог осигурања које је водила влада били су доступни, али Јеврејима је од 1933. ускраћено покриће. Исте године, јеврејским љекарима је забрањено да лијече пацијенте које је осигурала држава. Јеврејским љекарима је 1937. забрањено да лијече нејеврејске пацијенте, а 1938. њихово право да се браве љекарством у потпуности је уклоњено.
Медицински експерименти, од којих су многи били псеудонаучни, извођени су на затвореницима концентрационих логора с почетком од 1941. године. Најозлоглашенији љекар који је изводио медицинске експерименте био је СС-хауптштурмфирер др Јозеф Менгеле, логорски љекар у Аушвицу. Многе његове жртве су преминуле. Фармацеутским предузећима су на располагање стављени затвореници концентрационих логора ради тестирања на лијекове и друге експерименте.

### Енвиронментализам
Нацистичко друштво је имало елементе који су подржавали права животиња, а многи су били љубитељи зоолошких вртова и дивљих животиња. Влада је предузела неколико мјера да обезбједи заштиту животиња и животне средине. Нацисти су 1933. донијели строги закон о заштити животиња који је утицао на медицинске истраживања над животињама. Закон се слабо спроводио и упркос забрани вивисекције, министарство унутрашњих послова је спремно давало дозволе за експерименте на животињама.
Канцеларија за шумарство Рајха под Герингом је спроводила прописа који су захтијевали од шумара да саде разне врсте дрвећа како би осигурали погодно станиште за дивље животиње, а нови Акт о заштити животиња Рајха постао је закон 1933. године. Режим је 1935. донио Акт о заштити природе Рајха како би заштитио природни крајолик од прекомјерног економског развоја. То је омогућило експропријацију земљишта у приватном власништву ради стварања резервата природе и помогло у дугорочном планирању. Учињени су површни напори да се ограничи загађење ваздуха, али примјера постојећег законодавство је занемарена како је почео рат.

### Прогон цркава
Када су нацисти преузели власт 1933, отприлике 67% становништва Њемачке чинили су протестанти, 33% римокатолици, док су Јевреји чинили мање од 1%. Према попису из 1939, око 54% становника се сматрало протестантима, 40% римокатолицима, 3,5% се изјаснило као Готблојбиг („боговјерник”, нацистички религијски покрет) и 1,5% као нерелигиозни. Нацистичка Њемачка је у великој мјери користила хришћански привид и установила низ нових хришћанских празника и прослава, као што је масовна прослава обиљежавања 1200. годишњице рођења франачког цара Карла Великог, који је присилно покрстио сусједне континенталне Германе током Саксонских ратова. Нацистичка пропаганда стилизовала је Хитлера као христоликог месију, „лик искупљења по хришћанском моделу”, „који ће ослободити свијет од Антихриста”.
У оквиру процеса Глајхшалтунг, Хитлер је покушао да створи јединствену Протестантску цркву Рајха од постојећих 28 протестантских државних цркви у Њемачкој. Пронациста Лудвиг Милер је постављен за бискупа Рајха, а пронацистичка група Њемачки хришћани преузела је контролу над новом црквом. Противили су се Старом завјеру због његовог јеврејског поријекла и захтијевали да се преобраћеним Јеврејима забрани приступ њиховој цркви. Одговор пастора Мартина Нимелера био је образовање Исповиједајуће цркве, у којој су се неки свештеници супротставили нацистичком режиму. Када је Синод Исповиједајуће цркве 1935. протествовао против нацистичке политике према религији, 700 пастора је ухапшено. Милер је поднио оставку, а Хитлер је именовао Ханса Керла за министра за црквена питања, како би наставио напоре за контролу над протестантизмом. Изасланик Исповиједајуће цркве протествовао је 1936. код Хитлера против религијског прогона и кршења људских права. Ухапшено је још стотине пастора. Црква је наставила да пружа отпор и почетком 1937. Хитлер је одустао од идеје уједињења протестантских цркава. Нимелер је ухапшен 1. јула 1937. и већи дио наредних седам година провео је у концентрационом логору Захсенхаузен и Дахау. Богословски универзитети су затворени, а пастори и богослови других протестантских конфесија такође су ухапшени.
Прогона Католичке цркве у Њемачкој је услиједио након ступања нациста на власт. Хитлер је брзо уклонио политички католицизам, окупивши функционере Баварске народне странке и Католичке странке центра, које су заједно са свим другим ненацистичким политичким странкама престале да постоје до јула. Конкордат са Ватиканом је потписан 1933, усљед континуираног узнемиравања цркве у Њемачкој. Уговор је захтијевао од режима да поштује независност католичких институције и забрањивао свештенству да се бави политиком. Хитлер је рутински занемаривао Конкордат, затварајући све католичке институције чије функције нису биле строго религијске. На мету су били свештенство, монахиње и вође мирјана, са хиљадама хапшења у предстојећим годинама, често под измишљеним оптужбама за шверц валутама или неморал. Неколико католичких челника било је на мети убистава у Ноћи дугих ножева 1934. године. Већина католичких омладинских група одбила да пристане на распуштање, а вођа Хитлерове омладине Балдур фон Ширах подстицао је чланова да нападају католичке дјечаке на улици. Пропагандне кампање су тврдиле да је црква корумпирана, да су постављена ограничења на јавне састанке, а католичке публикације су се суочила са цензуром. Од католичких школа се захтијевало да смање религијску наставу, а распећа су уклоњена из државних школа.
Папа Пије XI је издао енциклику Mit brennender Sorge („Са горућом бригом”) 1937. која је прокријумчарена у Њемачку за Страсну недјељу из страха од цензуре и читана је са проповједаоница свих њемачких католичких цркава док је осуђивала систематско непријатељство режима према цркви. Као одговор, Гебелс је обновио обрачун режима и пропаганду против католика. Упис у религијске школе је нагло опао и до 1939. све такве школе су распуштене или претворене у јавне установе. Каснији католички протести укључивали су пасторално писмо њемачких бискупа од 22. марта 1942. на тему „Борба против хришћанства и цркве”. Полиција је дисциплиновала око 30% католичких свештеника током нацистичке ере. Огромна безбједносна мрежа која је шпијунирала дјелатности свештенства, често је осуђивала, хапсила или слала у концентрационе логоре — многи у намјенске бараке за свештенство у Дахауу. У областима Пољске анектираним 1939, нацисти су подстакли брутално сузбијање и систематско уништавање Католичке цркве.
Алфред Розенберг, шеф Канцеларије за спољне послове Нацистичке партије и културни и образовни вођа за нацистичку Њемачку, сматрао је католицизам међу главним непријатељима нациста. Планирао је „истребљење страних хришћанских вјера увезених у Њемачку”, као и да се Библија и хришћански крст у свим црквама, катедралама и капелама замијене копијама Мајн кампфа и свастике. На мети су биле и друге хришћанске конфесије, а шеф Канцеларије Нацистичке партије Мартин Борман је 1941. јавно изјавио: „Националсоцијализам и хришћанство су непомирљиви”.

### Отпор режиму
Иако није постојао јединствен покрет отпора који се противио нацистичком режиму, дешавали су акти непослушности као што су саботаже и успоравање рада, као и покушаји да се збаци Хитлером режим или убије. Забрањене комунистичке и социјалдемократске партије успоставиле су мреже отпора средином тридесетих година. Ове мреже су имале мали допринос, осим распиривања немира и покретања краткотрајних штрајкова. Карл Фридрих Герделер, који је у почетку подржавао Хитлера, промијенио је мишљење 1936. и касније постао учесник завјере 20. јула. Шпијунски ланац Црвене капеле давао је информације савезницима о нацистичким ратним злочинима, помагао у оркестрирању бјекстава из Њемачке и дијелио летке. Групу је открио Гестапо и више од 50 припадника је осуђено и погубљено 1942. године. Комунистички и  социјалдемократски покрет отпора наставили су са дјелатностима крајем 1942, али  нису биле у стању да постигну нешто више од дијељења летака. Два покрета су се међусобно сматрале могућим ривалима у послијератној Њемачкој и углавном нису координисале своје дјелатности. Покрет отпора Бијела ружа била је првенствено активна од 1942. до 1943, а многи њени чланови су ухапшени или погубљени, а коначна хапшења извршена су 1944. године. Други цивилни покрет отпора, Круг Кресау, имала је неке везе са војним завјереницима, а многи њени чланови су ухапшени након неуспјешне завјере 20. јула.
Док су цивилни напори утицали на јавном мњење, војска је била једина организација која је имала капацитет да збаци владу. Велика завјера припадника виших војних ешалона настала је 1938. године. Вјеровали су да ће Британија ући у рат због Хитлеровог плана инвазије на Чехословачку и да ће Њемачка изгубити. Планирали су збацити Хитлера са власти или га евентуално убити. Међу учесницима били су генерал-пуковник Лудвиг Бек, генерал-пуковник Валтер фон Браухич, генерал-пуковник Франц Халдер, адмирал Вилхелм Канарис и генерал-лајтнант Ервин фон Вицлебен, који су се придружили завјери коју су предводили потпуковник Ханс Остер и мајор Хелмут Горскурт из Абвера. Планиран преврат је отказан након потписивања Минхенског споразума у септембру 1938. године. Многи од њих су били умијешани у државни удар планиран за 1940, али су се учесници поново предомислили и одустали, дијелом због популарности режима након раних побједа у рату. Покушаји атентата на Хитлера настављени, када се Хенинг фон Тресков придружио Остеровој групи и покушао да разнесе Хитлеров авион 1943. године. Услиједило је још неколико покушаја прије неуспјешне завјере 20. јула 1944, која је барем дјелимично била мотивисана све изгледнијим њемачким поразом у рату. Завјером, као дио операције Валкира, планирано је да Клаус фон Штауфенберг постави бомбу у конференцијску салу Вучије јазбине у Растенбругу. Хитлер, који је једва преживио, касније је наредио дивљачке одмазде у којима је погубљено више од 4900 људи.
Око 1940. образован је покрет отпора око свештеника Хајнриха Мајера. Покрет је просљеђивао савезницима од краја 1940. податке о мјестима производних погона за ракете V-2, тенкове Тигар и авионе. Мејерова група је врло рано пружила информације о масовним убиствима Јевреја; Савезници у почетку нису вјеровали овим извјештајима. Покрет отпора је откривен, а већина чланова је затворена, мучена или убијена.

## Култура
Ако нас искуство Трећег рајха нечему учи, онда је то да љубав према изванредној музици, изванредној умјетности и изванредној књижевности, не пружа људима било какву моралну или политичку имунизацију од насиља, звјерстава или подложности диктатури.

Ричард Џ. Еванс,  (2003)
Нацистички режим је заговарао концепт Фолксгемајншафта, заједнице њемачког народа. Циљ је био изградња бескласног друштва заснованог на расној чистоћи и уоченој потреби да се припреми за рат, освајање и борбу против марксизма. Њемачки раднички фронт основао је организацију Снага кроз радост 1933. године. Поред тога што је преузео контролу над десетинама хиљада приватних рекреативних клубова, нудио је веома уређене одморе и забаву, као што су крстарења, дестинације за одмор и концерти.
Одјељење за културу Рајха је организовано под контролом Министарства за пропаганду у септембру 1933. године. Пододјељење је успостављено ради контроле видова културног живота као што су филм, радио, новине, ликовна умјетност, музика, позориште и књижевност. Од чланова ових професија се захтијевало да се придруже овој организацији. Јевреји и политички непоуздани појединци спријечавани су да се баве умјетношћу, а многи су емигрирали. Књиге и рукописе је морало да одобри Министарство пропаганде прије објављивања. Стандарди су се погоршали јер је режим покушавао да користи културне медије искључиво као пропагандне медије.
Радио је постао популаран у Њемачкој током тридесетих; преко 70% домаћинстава је посједовало радио-пријемник до 1939, више него било која друга земља. До јула 1933. особље радио-станица је очишћено од љевичара и других који су сматрани непожељним. Пропаганда и говори били су типична радијска тема одмах након преузимања власти, али како је вријеме одмицало, Гебелс је инсистирао да се пушта више музике како се слушаоци не би обраћали страним емитерима ради забаве.

### Цензура
Новине су, као и други медији, биле под контролом државе; Одјељење за штампу Рајха је затворило или купило новине и издавачке куће. До 1939, преко двије трећине новине и часописа било је у непосредном власништву Министарства пропаганде. Дневни лист Нацистичке партије, Фелкишер беобахтер („Народни посматрач”), уређивао је Розенберг, аутор књиге Мит двадесетог вијека, у којој су представљене расне теорије које заступају нордијску надмоћ. Гебелс је контролисао жичане службе и инсистирао да све новине у Њемачкој објављују само садржаје који су наклоњени режиму. Под Гебелсом, Министарство пропаганде је издавало сваке седмице око двије десетине директива о томе које вијести треба да се објаве и из којих углова; типичне новине су помно слиједиле директиве, посебно у погледу тога шта треба изоставити. Читаност новина је нагло опала, дијелом због смањеног квалитета садржаја, а дијелом због пораста популарности радија. Пропаганда је постала недјелотворнија пред крај рата, јер су људи добијали информације изван званичних канала.
Аутори књига су масовно напуштали земљу, а неки су писали материјале који критикују режим док су били у егзилу. Гебелс је препоручио да се преостали аутори концентришу на књиге које се баве германским митовима и концептом крви и земље. До краја 1933. нацистички режим је забранио преко хиљаду књига — већином јеврејских аутора или са јеврејским ликовима. Дошло је до нацистичког спаљивања књига. У ноћи 10. маја 1933. одржано је деветнаест таквих догађаја. Десетине хиљада књига о десетинама личности, укључујући Алберта Ајнштајна, Зигмунда Фројда, Хелен Келер, Алфреда Кера, Марсела Пруста, Ериха Марију Ремарка, Ептона Синклера, Јакоба Васермана, Херберта Џ. Велса и Емила Золу, јавно су спаљене. Пацифистичка дјела и литература које подржава либералне, демократске вриједности била су мета уништења, као и сви списи који подржавају Вајмарску републику или они који су написали јеврејски аутори.

### Архитектура и умјетност
Хитлер се лично занимао за архитектуру и блиско је сарађивао са државним архитектима Паулом Тростом и Албертом Шпером на стварању јавних грађевина у неокласичном стилу заснованом на римској архитектури. Шпер је изградио импозантне структуре као што су Збор Нацистичке партије у Нимбергу и нова Рајхсканцеларија у Берлину. Хитлерову планови за обнову Берлина укључивали су гигантску куполу засновано на римским Пантеону и тријумфални лук двоструко већи од Тријумфалне капије у Паризу. Ниједна структура није изграђена.
Хитлерово увјерење да су апстрактна, дадаистичка, експресионистичка и модерна умјетност постале декадентне постало је основа политике. Многи директори музеја умјетности изгубили су своје положаје 1933. и замијенили су их чланови партије. Око 6500 дјела модерне умјетности уклоњено је из музеја и замијењено дјелима које је изабрао нацистички жири. Изложбе одбачених дјела, под насловом попут „Декаденција у умјетности”, покренуте су у шеснаест различитих градова од 1935. године. Изложба дегенеричне умјетности, коју је организовао Гебелс, одржавала се у Минхену од јула до новембра 1937. године. Изложба се показала као веома популарна, привлачећи преко два милиона посјетилаца.
Композитор Рихард Штраус је именован за предсједника Одјељења за музику Рајха, након оснивања у новембру 1933. године. Као што је био случај и са другим видовима умјетности, нацисти су прогонили музичаре који су сматрани расно неприхватљивим и углавном нису одобравали музику која је била превише модерна или атонална. Џез сматран нарочито неприкладним, а страни џез музичари су напустили земљу или су протјерани. Хитлер је фаворизовао музику Рихарда Вагнера, посебно комаде засноване на германским митовима и херојским причама, а присуствовао је Бајројтском фестивалу сваке године од 1933. до 1942. године.

### Филм
Филмови су у Њемачкој били популарни тридесетих и четрдесетих година, са пријемом од преко милијарду људи 1942, 1943. и 1944. године. До 1934, њемачки прописи који су ограничавали извоз валута онемогућили су америчким филмским ствараоцима да свој профит врате у Сједињене Државе, па су главни филмски студији затворили своје њемачке филијале. Извоз њемачких филмова је нагло опао, јер је њихов антисемитски садржај онемогућио њихово приказивање у другим земљама. Два највећа филмска предузећа, Universum Film AG и Wien-Film, купило је Министарство пропаганде, које је до 1939. производило већину њемачких филмова. Продукције није биле отворене пропаганде, већ су углавном имале политички подтекст и пратиле су партијске линије у погледу тема и садржаја. Скрипте су претходно цензурисане.
Тријумф воље (1935) — документарац о Нимбершком скупу 1934. — и Олимпија (1938) — спортски филм о Љетњим олимпијским играма 1936. — режисерке Лени Рифенштал, пионири су филмске технике кретања камере и монтаже које су утицале на касније филмове. Примјењене су нове технике као што с телефото сочива и камере постављене на шинама. Оба филма остају контроверзна, јер су њихове естетске заслуге неодвојиве од пропаганде нацистичких идеала.

## Заоставштина
Савезничке силе су организовала суђења за ратне злочине, почевши са Нирнбершким процесом, одржаним од новембра 1945. до октобра 1946. за 23 висока нацистичка званичника. Оно су оптужени по четири тачке — завјера да се почине злочини, злочини против мира, ратни злочини и злочини против човечности — које су у супротности са међународним законима који су се тицали ратовања. Сви осим тројице оптужених су проглашени кривим; дванаесторо њих је осуђено на смрт. На 12 накнадних нирнбершких поступка оптужена су 184 лица, а суђења су одржана од 1946. до 1949. године. Између 1946. до 1949. године, Савезници су истражили 3.887 случајева, од којих је 489 изведено на суђење. Резултат је осуђивање 1.426 људи: 297 је осуђено на смрт, 279 је осуђено на доживотни затвор, док је остатак добио мање казне. Око 65% смртних пресуда. Пољска је била дјелотворнија од других држава у истраживању ратних злочина, нпр. процесирала је 673 од укупно 789 особља логора Аушвиц који су доведени на суђење.
Политички програм који су подржавали Хитлер и Нацистичка партија довео је до свјетског рата, остављајући иза себе девастирану и опустошену Европу. Сама Њемачка је претрпјела велико уништење, окарактерисано као Штунде нул (нулти сат). Број цивила убијених током Другог свјетског рата био је без преседана у историји ратовања. Нацистичка идеологија и акције које је предузео режим су скоро универзално оцјењене као озбиљно неморалне. Историчари, филозофи и политичари често користи ријеч „зло” како би описали Хитлеров и нацистички режим. Интерес за Нацистичком Њемачком настављен је у медијима и академском свијету. Док Еван даје оцјену да ова ера „пружа скоро универзални апел, јер њен убилачки расизам стоји као опомена за цијело човечанство”, млади неонацисти уживају вриједносни шок користећи нацистичке симболе или слогане. Приказивање и употреба нацистичких симбола као што су заставе, кукасти крст или нацистички поздрави, нелегално је у Њемачкој и Аустрији.
Поступак денацификације, који су покренули Савезници као начин уклањања чланова Нацистичке партије био је само дјелимично успјешан, јер је потреба за стручњацима у областима као што је медицина и инжињеринг била превелика. Међутим, истраживање нацистички ставова било је наметнуто, а они који су ипак изражавали овакве ставове често су отпуштани са посла. Од непосредног међуратног периода до педесетих година, људи су избјегавали да причају о нацистичком режиму или властитим ратним искуствима. Иако је готово свака породица претрпјела губитке током рата или је имала неку своју причу о рату, Нијемци су ипак ћутали о својим искуствима и осјећали су колективну кривицу, чак и ако нису били непосредно умјешани у ратне злочине.
Суђење Адолфу Ајхману 1961. године и приказивање телевизијске мини-серије Холокауст 1979. године довели су до поступка Вергангенхајтзбевалтигунг (суочавање са прошлошћу) за многе Нијемце. Када је учење о нацистичкој Њемачкој ушло у школски програм почевши од седамдесетих година, људи су почели да истражују искуства чланова њихових породица. Проучавање овог раздобља и воља да се критички испитају његове грешке је довело до развоја јаке демократије у Њемачкој, али и са дуготрајно скривеним антисемитским и неонацистичким појавама.